# Hanna Lachertowa
Hanna Lachertowa (* 25. November 1910 in Błonie; † 8. Juni 1998 in New York City) war eine polnische Pianistin und Musikpädagogin.
Lachertowa studierte am Warschauer Konservatorium Klavierpädagogik bei Maryla Chrzanowska-Boni, Kazimiera Thun-Salecka, Józef Turczyński und Zofia Buckiewiczowa. Sie unterrichtete zwischen 1945 und 1971 an verschiedenen Musikschulen Warschaus, außerdem von 1951 bis 1971 an der Staatlichen Musikhochschule. Daneben arbeitete sie als Korrepetitorin (u. a. für das Zentrale Konzertbüro und die Nationalphilharmonie) sowie als Beraterin und Inspektorin für Klavier beim Zentrum für künstlerische Bildung des polnischen Kultusministeriums. Ab 1957 war sie Mitglied des Musikkünstlervereins SPAM, ab 1959 Mitarbeiterin und ab 1961 Sekretärin der Sektion Pädagogik und von 1963 bis 1966 Generalsekretärin des Hauptausschusses der SPAM. 1964 gründete sie die polnische Sektion der Internationalen Gesellschaft für Musikpädagogik, deren Vorsitzender sie bis 1979 war. 1973 wurde sie Vorstandsmitglied des Polnischen Musikrates, 1974–79 Mitglied des UNESCO-Kulturrates im Ministerium für Kultur und Kunst und ab 1984 war sie stellvertretende Vorsitzende der Hauptprüfungskommission der Vereinigung polnischer Musiker.
Zwischen 1972 und 1984 führte sie jedes Jahr Meisterkurse in Klavierpädagogik in Italien, Portugal und der Schweiz durch. Gleichzeitig hielt sie zahlreiche Vorträge auf Konferenzen über Klaviermethodik in Dijon, Montreux, Moskau, Pamparato, Turin, Fermo, Tunis, Toronto und New York. In ihrer dreißigjährigen Bühnenlaufbahn gab sie etwa 6000 Konzerte als Klavierbegleiterin. Mit Gabriela Stempniowa verfasste sie die Klavierschule Nuta – Dźwięk – Klawisz, die 1979 in Warschau uns 1986 in Italien erschien. Lachertowa wurde u. a. mit dem Goldenen Verdienstkreuz der Republik Polen (1974), dem Ritterkreuz des Ordens Polonia Restituta (1981) und dem Ehrenzeichen der Stadt Poznań (1983) ausgezeichnet.